# The War Within
The War Within é o quarto álbum de estúdio da banda Shadows Fall, lançado a 21 de setembro de 2004.

## Faixas
Disco 1
1. "The Light That Blinds" — 4:58
2. "Enlightened by the Cold" — 3:02
3. "Act of Contrition" — 3:41
4. "What Drives the Weak" — 4:44
5. "Stillness" — 4:52
6. "Inspiration on Demand" — 3:52
7. "The Power of I and I" — 3:34
8. "Ghosts of Past Failures" — 4:13
9. "Eternity Is Within" — 4:08
10. "Those Who Cannot Speak" — 5:15

Disco 2 (DVD)
1. "Stepping Outside the Circle"
2. "Of One Blood" [Bootleg]
3. "A Fire in Babylon" [Bootleg]
4. Guitar Lesson 1
5. Guitar Lesson 2
6. Drum Lesson

## Desempenho nas paradas musicais
| Parada musical (2004)               | Posição |
| ----------------------------------- | ------- |
| Estados Unidos - Independent Albums | 1       |
| Estados Unidos - Billboard 200      | 20      |

## Créditos[3]
- Brian Fair — Vocal
- Jonathan Donais — Guitarra, vocal de apoio
- Matt Bachand — Guitarra, vocal de apoio
- Paul Romanko — Baixo
- Jason Bittner — Bateria